# نامكونج مين
نام كونج مين (هانغل: 남궁민) من مواليد 12 مارس 1978 هو ممثل ومخرج وكاتب سيناريو كوري جنوبي، حصل لأول مرة على تقدير في فيلم كرنفال قذر [الإنجليزية].

## النشأة والتعليم
ولد نام في 12 مارس 1978 في سيئول، لديه أخ، كونغ يوون، كان والده، نام كونغ وون، مديرًا مدرسة سينينج المتوسطة، تلقى نام تعليمه في مدرسة داي سونغ الثانوية في ايونبيونغ-غو، سيئول، ومدرسة بوسان سيونجسو الابتدائية، تخرج من جامعة تشونغ انج، بدرجة البكالوريوس في الهندسة الميكانيكية، بعد تخرجه في 31 أغسطس 2006 ، عمل كوكيل خدمات اجتماعية لمدة 18 شهرًا في مركز تدريب الجيش الكوري في نونسان.

## أعماله

### مسلسلات تلفزيونية
- وعد 12 عام لعام 2014
- تذكر: حرب الأبن لعام 2015.
- الرئيس كيم لعام 2017.[7]
- تزييف لعام 2017.[8]
- الطبيب السجين لعام 2019.[9]
- دوري الموقد لعام 2020/2019.[10]
- إيقاظ لعام 2020.[11]
- شمس سوداء لعام 2021.[12]
- محامي ألف دولار لعام 2022.[13]
- عشاق لعام 2023[14]
- فيلمنا لعام 2025[15]

## الجوائز
- نجم العام الجديد - جوائز ام بي سي للترفيه- برنامج لقد تزوجنا (الموسم 4) 2014.[16]
- الجائزة الكبرى (دايسانغ)- في جوائز اس بي اس لدراما- لمسلسل دوري الموقد 2020.[17]
- الجائزة الكبرى (دايسانغ)- في جوائز ام بي سي لدراما- لمسلسل شمس سوداء 2021.[18]
- الجائزة الكبرى (دايسانغ)- في جوائز ام بي سي لدراما- لدوره في مسلسل اعز ما عندي (2023).[19]

## روابط خارجية
نامكونج مين على موقع IMDb (الإنجليزية)
- نامكونج مين على موقع كينوبويسك (الروسية)